# Yahoo! Slurp
Yahoo! Slurp è un crawler sviluppato da Yahoo! ed utilizzato dal motore di ricerca Yahoo! Search.
Yahoo! Slurp deriva dal codice originario di Slurp, il crawler per l'indicizzazione del web sviluppato da Inktomi, società acquisita da Yahoo! nel 2001. I risultati generati da Yahoo! Slurp sono stati utilizzati anche da AltaVista ed Alltheweb, due motori di ricerca di proprietà della stessa Yahoo!.
Yahoo! Slurp si identifica attraverso i seguenti User agent:
```
 * Mozilla/5.0 (compatible; Yahoo! Slurp; 
https://help.yahoo.com/help/us/ysearch/slurp
)
 * Mozilla/5.0 (compatible; Yahoo! Slurp China; 
https://web.archive.org/web/20060409064958/http://misc.yahoo.com.cn/help.html
)
```